# Симфонія № 4 (Лютославський)
Симфо́нія № 4 Ві́тольда Лютосла́вського завершена у 1992 році. Вперше виконана 5 лютого 1993 Лос-Анджелеським філармонічним оркестром, диригував автор.
Симфонія одночастинна (у двох розділах з епілогом, що звучать без перерви), тривалість — близько 22 хвилин.
Склад оркестру: 3.3.3.3 — 4.3.3.1 — timp.perc(3) — cel.pf.hp(2) — str.